# Heinrich Heuckeroth
Heinrich Heuckeroth (Eschwege, 6 januari 1836 – Groningen, 6 oktober 1907) was een Nederlands trombonist.
Hij werd geboren binnen het gezin van de Duitse muzikant Martin Heuckeroth en Anna Margaretha Holzapfel. Hijzelf huwde in 1855 Jacoba Hendrika van Kamperdijk, dochter van een horecaondernemer. De familie Heuckeroth is doordrenkt van muziek. Een andere zoon van echtpaar Martin en Anna was trompettist Jacob Heuckeroth, de vader van dirigent/violist Martin Heuckeroth. Op zijn beurt ging zoon Christoph Heinrich Heuckeroth ook de muziek in. Heinrich werd begraven op de Noorderbegraafplaats naast Johannes Henderikus Bekker, directeur van De Harmonie.
Zijn muzieklessen kwamen waarschijnlijk van zijn vader. Heinrich Heuckeroth bekwaamde zich op viool, altviool, contrabas en trombone. Hij speelde vanaf dertienjarige leeftijd als strijker in het orkest van Frascati Amsterdam en het Parkorkest. Hij vertrok echter naar Groningen om zich daar als trombonist aan te sluiten bij het Orchest der Vereeniging De Harmonie. Hij gaf in die plaats ook muzieklessen en werd kapelmeester van de plaatselijke schutterij. In 1891 kreeg hij gezondheidsklachten waardoor hij zijn muzikaal leven moest beperken, maar hij bleef nog contrabassist bij de schutterij. In juni 1898 kreeg hij vanwege zijn 25 jaar kapelmeesterschap een lauwerkrans aangeboden. Hij ging in 1902 met pensioen.
Hij schreef ook enkele werken waaronder een Heiligerlee-feestmars, Le carnaval de Venise en een Nocturno voor piano. Voor die laatste ontving de componist een gouden horlogeketting namens Marie van Oranje-Nassau.
In een eind januari 2024 uitgezonden aflevering van het tv-programma Verborgen Verleden kwam aan het licht, dat de ouders van Heinrich Heuckeroth zeer verre voorouders zijn van Gordon.